# Volo Sabena 571
Il volo Sabena 571, operato dalla compagnia di bandiera belga Sabena, era un volo passeggeri di linea da Bruxelles a Tel Aviv passando per Vienna. L'8 maggio 1972 un Boeing 707 passeggeri che operava su questa rotta, il cui comandante era il pilota britannico Reginald Levy, DFC, fu dirottato da quattro membri dell'organizzazione Settembre Nero, un gruppo terroristico socialista palestinese. Seguendo le loro istruzioni, il capitano Levy fece atterrare l'aereo all'aeroporto di Lod (in seguito aeroporto internazionale Ben Gurion) (com.te pil. Reginald Levy).

## Il dirottamento
Il sequestro era stato pianificato da Ali Hassan Salameh (alias "il Principe Rosso" di Settembre Nero) ed eseguito da un manipolo di due uomini e due donne, armati di pistole, bombe a mano e cinture esplosive con a capo Ali Taha Abu Snina. Gli altri membri erano, rispettivamente, Abed al-Aziz Atrash, Rima Tannous e Theresa Halsa, che viaggiavano fingendo di essere due coppie sposate.. Venti minuti dopo il decollo da Vienna, i sequestratori irruppero nella cabina di pilotaggio e il comandante Levy comunicò ai passeggeri il fatto all'interfono con il seguente messaggio: «Come potete vedere, abbiamo amici a bordo». Il comandante riuscì a tenere nascosta ai sequestratori la presenza, tra i passeggeri, della propria moglie.
Subito dopo aver preso il comando, i dirottatori separarono gli ostaggi ebrei dagli altri e li mandarono sul retro dell'aereo. Dopo l'atterraggio, i dirottatori pretesero il rilascio di 315 terroristi palestinesi detenuti nelle prigioni israeliane, e minacciarono di far saltare in aria l'aereo con i suoi passeggeri. Il capitano Levy riuscì ad inviare agli israeliani un messaggio in codice chiedendo aiuto. Il ministro della difesa Moshe Dayan e il ministro dei trasporti Shimon Peres, che sarebbe diventato primo ministro e poi presidente di Israele, condussero i negoziati coi dirottatori mentre si preparava un'operazione di salvataggio, chiamata in codice "operazione Isotopo". Nel frattempo il comandante Levy, nel tentativo di mantenere la calma e guadagnare tempo, parlò di tutto coi sequestratori, dalla navigazione al sesso, mentre i passeggeri e l'equipaggio aspettavano di essere salvati.
Alle 16 del 9 maggio 1972 prese avvio l'operazione di salvataggio: una squadra di 16 commando Sayeret Matkal, condotta da Ehud Barak e che comprendeva Benjamin Netanyahu, entrambi futuri primo ministro di Israele, si avvicinarono all'aereo camuffati da tecnici aeronautici in tuta bianca. Avendolo immobilizzato durante la notte precedente, convinsero i dirottatori che il sistema idraulico aveva bisogno di riparazioni. Quindi assaltarono l'aereo, uccidendo i due dirottatori di sesso maschile nel giro di due minuti, catturando le due dirottarici donna e liberando tutti i 90 passeggeri. Tre passeggeri furono feriti durante il conflitto a fuoco, uno dei quali, la ventiduenne Miriam Anderson, morì in seguito per le ferite. Anche Netanyahu fu ferito nell'operazione quando un altro membro del commando, Marko Ashkenazi, accidentalmente lo colpì mentre stava mirando a Theresa Halsa, una delle sequestratrici. Il proiettile attraversò il corpo di lei e penetrò nel bicipite di Netanyahu.

## Conseguenze
Halsa e Rima Tannous furono infine condannate all'ergastolo - Halsa per 220 anni. Vennero liberate nel novembre 1983, in uno scambio di prigionieri dopo la guerra del Libano del 1982.
Sabena continuò ad usare l'aereo per altri cinque anni, fino al suo acquisto da parte dell'Israel Aircraft Industries. Alla fine fu venduto all'Aeronautica israeliana servendo come aereo spia per molti anni, partecipando alla maggior parte delle operazioni a lungo raggio dell'aeronautica.
Il capitano Levy, un veterano della Royal Air Force che prese parte alle missioni di bombardamento strategico sulla Germania durante la seconda guerra mondiale e anche nel ponte aereo di Berlino, si era unito a Sabena nel 1952. Si ritirò nel 1982; morì in seguito ad un attacco di cuore, in un ospedale vicino a casa sua a Dover, il 1º agosto 2010. Il dirottamento avvenne il giorno del suo 50º compleanno.